# 푸린 (포켓몬)
푸린(일본어: プリン,)은 포켓몬스터 시리즈에 등장하는 가공의 캐릭터(몬스터)이다.

## 상품
푸린을 소재로 한 포켓몬 상품이 많다. 예를 들면 보잉사의 풀 사이즈 포켓몬 747 항공기가 있다. 푸린은 또한 닌텐도의 마스코트처럼 여겨지고 있다.